# Вилластеллоне
Вилластеллоне (итал. Villastellone) — коммуна в Италии, располагается в регионе Пьемонт, в провинции Турин.
Население составляет 4831 человек (2008 г.), плотность населения составляет 254 чел./км². Занимает площадь 19 км². Почтовый индекс — 10029. Телефонный код — 011.
Покровителями коммуны почитаются святая Анна, празднование 26 июля, и святой Варфоломей.

## Демография
Динамика населения:

## Администрация коммуны
- Официальный сайт: http://www.comune.villastellone.to.it/